# Holcomycteronus profundissimus
Holcomycteronus profundissimus är en fiskart som först beskrevs av Roule, 1913.  Holcomycteronus profundissimus ingår i släktet Holcomycteronus och familjen Ophidiidae. Inga underarter finns listade i Catalogue of Life.